# مقاطعة المنتجات الفرنسية
مقاطعة المنتجات الفرنسية هي حملات مقاطعة مدنية انطلقت في العالم الإسلامي في 22 أكتوبر 2020 ردّا على إعادة نشر الرسوم الكاريكاتورية المسيئة لنبي الله محمد على واجهة فنادق فرنسية في مدينتي تولوز ومونبيلييه، بالموازاة مع تصريحات الرئيس الفرنسي إيمانويل ماكرون الذي تعهّد فيها بـ «عدم التخلي عن رسوم الكاريكاتور»، وذلك خلال حفل تأبين المدرس صامويل باتي الذي قُتل في 16 تشرين الأول/أكتوبر 2020 بعد عرضه لنفس الرسوم على طلابه.
أطلق عقبها مباشرة، رواد مواقع التواصل الاجتماعي في معظم الدول الإسلامية والعربية وسوما من قبيل #إلا_رسول_الله؛ #مقاطعة_المنتجات_الفرنسية؛ #ماكرون_يسيء_للنبي وغيرها، تصدرت قائمة الوسوم الأكثر انتشارًا في هذه الدول. كما نشر المغردون قائمة بالمنتجات والمتاجر الفرنسية الموجودة في الأسواق العربية داعين لمقاطعتها. في المقابل، صرحت الخارجية الفرنسية أنّ «هذه الدعوات للمقاطعة لا أساس لها ويجب وقفها فورًا، مثل كل الهجمات التي تستهدف بلادنا والتي تدفع إليها «أقلية متطرفة».»

| الخارجية الفرنسية | تويتر |
| ‎@francediplo_AR   |       |

             (بالعربية: تشوه الدعوات إلى مقاطعة المنتجات الفرنسية المواقف التي تدافع عنها فرنسا من أجل حرية الضمير وحرية التعبير وحرية الدين ورفض الحض على الكراهية.

التصريح : https://fdip.fr/8yksFxuM)
         

        Oct 26, 2020
    

## خلفية
في 3 نوفمبر 2011، نشرت صحيفة شارلي إبدو الفرنسية في صفحتها الأولى رسمًا كاريكاتوريًا لمحمد رسول الإسلام. وفي 12 سبتمبر 2012، نشر الصحيفة الرسوم الكاريكاتورية مسيئة للنبي محمد  وتلقت انذاك العديد من الانتقادات والإدانات من قبل بعض القادة السياسيين والهيئات الدينية مثل المجلس الفرنسي للديانة الإسلامية والمجلس التمثيلي للمؤسسات اليهودية في فرنسا. وأكد رئيس الوزراء جان مارك ايرولت من جانبه «عدم موافقته على أي تجاوز» رغم أن «حرية التعبير تشكل أحد المبادئ الأساسية للجمهورية».
وفي 7 يناير 2015، هجم مسلحان على مقر الجريدة في باريس وقيل أن ثالث كان موجودًا في السيارة ، وخلّف الهجوم 12 قتيلا على الأقل و11 جريحًا في حالة خطيرة. وقد تبنّى الهجوم تنظيم القاعدة في جزيرة العرب. وصف الرئيس الفرنسي، فرانسوا أولاند، الهجوم بأنه إرهابي.
2 سبتمبر 2015، أعادت صحيفة شارلي إبدو الفرنسية نشر الرسوم الكاريكاتورية لمحمد مكتوب اعلاها «لن نستسلم أبدا».
بتاريخ 16 أكتوبر 2020، أعلنت الشرطة الفرنسية أنها قتلت بالرصاص شابًا كان قد قتل وقطع عنق معلمًا في إحدى المدارس الإعدادية للتاريخ والجغرافيا والتربية المدنية في مدينة كونفلان سانت أونورين بضواحي العاصمة باريس، بعد أن عرض على تلامذته صورًا كاريكاتورية للنبي محمد في درس عن حرية التعبير. وكان المعلم عرض صورا للنبي كانت قد نشرتها مجلة شارلي إيبدو، وأعلم التلاميذ المسلمين قبل عرض الصور وسمح لهم بمغادرة الحصة إن لم يرغبوا في المشاهدة.
في 20 أكتوبر، عبّر شيخ الأزهر الإمام أحمد الطيب عن الحادث في خطاب له أمام مجموعة من كبار رجال ديانات مختلفة في روما بـ«أن الإساءة للأديان والنيل من رموزها المقدّسة تحت شعار حرية التعبير ، ازدواجية فكرية ودعوة صريحة للكراهية» واعتبر الاعتداء بأنه «فعل إرهابي أثيم» منددًا به بالجاني مصرحًا «ليس هذا الإرهابي وأمثاله من يعبرون عن دين محمد».
في 22 أكتوبر 2020، خلال حفل تأبين المدرس، تعهّد الرئيس الفرنسي إيمانويل ماكرون بـ «عدم التخلي عن رسوم الكاريكاتور». على اثرها، عمت مظاهرات منددة بتصريحات الرئيس الفرنسي والتي اعتبرت مسيئة للإسلام على خلفية مقتل المدرس صامويل باتي عدد من الدول العربية وبدأت حملات مقاطعة للمنتجات الفرنسية في العديد من هذه الدول، حيث نشرت صور عديدة لأرفف فارغة كانت تحمل هذه المنتجات.

## التسلسل الزمني
| Emmanuel Macron | تويتر |
| ‎@EmmanuelMacron |       |

             (بالعربية: لا شيء يجعلنا نتراجع، أبداً.
نحترم كل أوجه الاختلاف بروح السلام. لا نقبل أبداً خطاب الحقد وندافع عن النقاش العقلاني. سنقف دوماً إلى جانب كرامة الإنسان والقيم العالمية.)
         

        Oct 25, 2020
    

في 22 أكتوبر 2020، بدأت دعوات على وسائل التواصل الاجتماعي لمقاطعة المنتجات الفرنسية منددة بتصريحات الرئيس الفرنسي والتي اعتبرت مسيئة للإسلام على خلفية مقتل المدرس صامويل باتي حيث عمت مظاهرات عدد من الدول العربية وبدأت حملات مقاطعة للمنتجات الفرنسية في العديد من هذه الدول، حيث نشرت صور عديدة لأرفف فارغة كانت تحمل هذه المنتجات.
بتاريخ في 24 أكتوبر، هاجم الرئيس التركي رجب طيب أردوغان الرئيس الفرنسي إيمانويل ماكرون في كلمة له خلال مؤتمر لحزب العدالة والتنمية الحاكم وسط البلاد، واصفًا «ماكرون يحتاج إلى علاج نفساني ولا أعرف مشكلته مع الإسلام». وفرنسا تستدعي سفيرها لدى تركيا بعد تصريحات أردوغان «غير المقبولة» بحق ماكرون و«غياب رسائل التعزية والمساندة من الرئيس التركي عقب اغتيال صامويل باتي»، في حين أكدت الخارجية التركية أن سفير بلادها في فرنسا قدّم تعازيه عقب اغتيال المدرس صامويل باتي. واتهم رئيس الوزراء الباكستاني عمران خان الرئيس الفرنسي إيمانويل ماكرون بـ«مهاجمة الإسلام» ردًا على تصريحات ماكرون عقب اغتيال المدرس صامويل.
في 25 أكتوبر صباحًا، كتب ماكرون تغريدة باللغة العرببة مصرحًا «لا شيء يجعلنا نتراجع، أبداً».
في 26 أكتوبر، أعلن مجلس حكماء المسلمين خلال اجتماع برئاسة شيخ الأزهر أنه قرر تشكيل لجنة من الخبراء القانونيين الدوليين لرفع دعوى قضائية ضدّ صحيفة شارلي إيبدو الفرنسية التي نشرت رسوماً كاريكاتورية تمثل النبي محمد وأيضاً ضدّ «كل من يسيء للإسلام ورموزه المقدّسة».
في 27 أكتوبر
- هاجم رمضان قديروف، رئيس جمهورية الشيشان، الرئيس الفرنسي إيمانويل ماكرون مصرحًا «لا أعرف ما هي الحالة التي كان عليها ماكرون عندما أدلى بهذا التصريح، لكن عواقب مثل هذا (التصريح) تثير ردود فعل يمكن أن تكون مأساوية للغاية. الرئيس الفرنسي نفسه أصبح الآن مثل الإرهابي ودعما للاستفزازات، ويدعو المسلمين سرا إلى ارتكاب الجرائم».[36] وعقب بعدها بيوم «هذا حقي كإنسان يحب دينه بشدة .. إذا لزم الأمر، أنا مستعد لترك منصبي...أو حتى أن أضحي بحياتي، لكني لا أستطيع الوقوف صامتا والنظر كيف يقوم الملحدون بالسخرية من الدين،...».[37]
- استجابت عدة متاجر في عمان بالأردن منها سوبر ماركت «ياسر مول» لحملة مقاطعة المنتجات الفرنسية، حيث كانت الرفوف المعنية مغطاة بلافتة كتب عليها:«لنصرة النبي محمد عليه أفضل الصلاة والسلام، تمت مقاطعة جميع المنتجات الفرنسية».[38]
- دعا المعلق العُماني خليل البلوشي إلى استغلال المنابر الإعلامية للدفاع عن الرسول محمد ردًا على الإساءات المتكررة التي يتعرض لها النبي، خاصة في فرنسا، حيث استفتح تعليقه على مباراة ريال مدريد وبوروسيا مونشنغلادباخ بالصلاة على النبي ومصرحًا: «لا خير فينا إن لم نستغل منابرنا للدفاع عن ديننا ورسولنا».[39]

في 28 أكتوبر
- صرح الرئيس المصري عبد الفتاح السيسي خلال احتفالية وزارة الأوقاف المصرية بمولد نبي الاسلام محمد، أن الإساءة إلى الرسل والانبياء يحمل «استهانة بالقيم الدينية الرفيعة».[35][40]
- انطلقت عبر منصات التواصل الاجتماعي بالكويت حملة لمقاطعة المنتجات والبضائع الفرنسية واستبدالها بالتركية، احتجاجا على نشر رسوم كاريكاتورية مسيئة للإسلام وللنبي محمد.[41]
- دعت هيئة علماء السودان السودانيين وكافة مسلمي العالم إلى مقاطعة المنتجات والبضائع الفرنسية ردًا على الإساءة الفرنسية للإسلام وللنبي محمد.[42]
- نظم مئات البنغاليين في دكا مظاهرة احتجاجية مناهضة لفرنسا وماكرون، وطالبوا رئيس الوزراء، شيخة حسينة واجد، بـ«إدانة فرنسا وتصريحات ماكرون».[43]
- فسخت منظمة فرنسية عاملة في شمال أفريقيا تعاقد الرسام الموريتاني، خالد ولد مولاي إدريس، بسبب سخريته من ماكرون حسب تصريحه.[44]

في 29 أكتوبر
- طعن سعودي حارس أمن في القنصلية الفرنسية بجدة وأصابه بجروح طفيفة، وقُتل تونسي يحمل سكينا ويحمل نسخة من القرآن ثلاثة أشخاص في كنيسة في مدينة نيس الساحلية.[45]
- طالب رئيس الحكومة المغربية السابق عبد الإله بنكيران، الخميس، فرنسا بأن «تعتذر وتعتدل» بعد إساءتها إلى النبي محمد.[46][47]
- صرح رئيس الجمعية الدينية لمسلمي روسيا، ألبير كرغانوف، بإن تصريحات الرئيس الفرنسي إيمانويل ماكرون الداعمة للرسوم الكاريكاتيرية المسيئة للنبي محمد «ضارة» و«سياسة تحد واستفزاز ضد الإسلام».[47][48]
- نددت أذربيجان على لسان رئيسها حكمت حاجييف، في بيان له، أن «شارلي إيبدو» أساءت إلى المقدسات بتطاولها على الدين الإسلامي ونبيه محمد، «أضرت بالحوار بين الأديان والثقافات، الذي يشكل ضرورة كبيرة في يومنا هذا».[47]

في 30 أكتوبر
- انطلقت مظاهرة في بيروت بدعوة من حزب التحرير في لبنان منددة بالرسوم المسيئة للنبي محمد التي نشرت في فرنسا، وتوجهت إلى مقر السفارة الفرنسية ومقر إقامة السفيرة الفرنسية في بيروت.[49][50]
- قام آلاف المسلمين في مدينة لاهور الباكستانية بعد صلاة الجمعة، بالتظاهر مناهضة لفرنسا.[45]
- أضرم أعضاء في الحزب الإسلامي الأفغاني النار في العلم الفرنسي، وحذر قلب الدين حكمتيار ماكرون من «أنه إذا لم يسيطر على الوضع، فسوف نخوض حربًا عالمية ثالثة وستكون أوروبا مسؤولة».[45]
- انطلقت مظاهرات في عدد من المدن السورية منها مدينة بنش شرق إدلب، ومدينة إعزاز بريف إدلب، وردد متظاهرون في بنش، أنشودة «يا رسول الله وقدوتنا»[50][51]
- وفي اليمن انطلقت مظاهرات من مدينة تعز تنديدا بموقف فرنسا، ورفضا للإساءة للنبي محمد بأي شكل من الأشكال.[50][52]
- وفي تونس، نظم حزب التحرير وقفة بمدينة القيروان احتجاجا على إساءة الرئيس الفرنسي إيمانويل ماكرون، للنبي محمد.[47]
- أعلنت التشكيلية السودانية كمالا إبراهيم إسحق رفض تسلم «وسام الجمهورية الفرنسية للآداب» دفاعاً عن الرسول واستنكاراً لتصريحات ماكرون حول الرسوم المسيئة بحق النبي محمد.[53]
- جاء في خطاب راوي عين الدين رئيس مجلس الإفتاء والإدارة الروحية لمسلمي روسيا، على الموقع الإلكتروني للإدارة، أن «الاستهزاء بالنبي، هو استهزاء بمقدسات... تُحدث جروحا أعمق لا تلتئم في أرواح المؤمنين، بغض النظر عن الدين».[54]
- طالب محتجون في نواكشوط بإغلاق السفارة الفرنسية وطرد السفير، بعد تصريحات الرئيس إيمانويل ماكرون المدافعة عن نشر الرسوم المسيئة للنبي محمد.[55][56]
- ذكر خطيب الأقصى الشيخ عكرمة صبري، مفتي القدس والديار الفلسطينية السابق، بأن «فرنسا تاريخها أسود».[57]
- مساءً، رفع موقع إنستغرام الحظر عن الحساب الرسمي للمرشد الإيراني، آية الله علي خامنئي، باللغة الفرنسية، على خلفية الرسالة التي وجهها خامنئي للشباب الفرنسي وجاء فيها «اسألوا رئيسكم لماذا يدعم الاساءة إلى رسول الله ويصف ذلك حرية تعبير؟ هل حرية التعبير تعني الشتائم والإساءات، وذلك بحق شخصيات جليلة ومقدسة؟ وألا يشكل هذا التصرف الأحمق إساءة إلى مشاعر الشعب الذي اختاره رئيسا له؟ والسؤال الآخر هو لماذا يتم تجريم التشكيك بالهولوكوست، وكل من يكتب حول ذلك سيدخل السجن؟ بينما توصف الإساءة إلى النبي حرية؟»[58][59]
- أوقفت إدارة مدرسة بلدية في منطقة مولينبيك سان-جان بالعاصمة البلجيكية بروكسل مدرسا عن العمل، بعد أن عرض على تلاميذه رسوما مسيئة للنبي محمد، وكانت حجة المدرسة أن «المدرس خرج عن نطاق برنامج المدارس الخاص بحرية التعبير ولم يمهد الأطفال لمتابعة مثل هذه الرسوم الكاريكاتورية وكان عليه ألا يعرض صورا لشخصيات عارية».[60]
- دافع رئيس الوزراء الكندي جاستن ترودو عن حرية التعبير بإجابته عن سؤال حول الحق في نشر صور كاريكاتورية للنبي محمد مصرحًا «سندافع دائما عن حرية التعبير»، لكنه استدرك بقوله «لكن حرية التعبير ليست بلا حدود»" وأنها يجب أن لا تُسبّب «إساءة بشكل تعسفي ودون داع» لفئات بعينها.[61]

في 31 أكتوبر

| Emmanuel Macron | تويتر |
| ‎@EmmanuelMacron |       |

             (بالعربية: رأيت العديد من الأشخاص في الأيام الأخيرة يقولون أشياء غير مقبولة عن فرنسا، ويؤيدون جميع الأكاذيب التي قيلت بحقّنا وبحقّ ما قلته، ويتواطؤون ضمنياً مع الأسوأ.)
         

        31 أكتوبر 2020
    

برر المخرج المصري مجدي أحمد علي تصريحات ماكرون وصرح بأنه من «المفروض نبقى معاه».
- صرح الرئيس الفرنسي إيمانويل ماكرون في مقابلة له مع قناة الجزيرة بأنه «يتفهم مشاعر المسلمين إزاء الرسوم المسيئة للنبي» مشددا على أن الرسوم الكاريكاتورية ليست مشروعا حكوميا بل هي منبثقة من صحف حرة ومستقلة غير تابعة للحكومة، وأن هناك أناس يحرّفون الإسلام وباسم هذا الدين يدّعون الدفاع عنه.[63][64] وأعقب اللقاء بقوله على حسابه الرسمي بموقع فيسبوك «نسبوا إليّ أقوالاً عن الإسلام، ووجهوا اتهاماً باطلاً إلى فرنسا. تابعوا مقابلتي على قناة الجزيرة مساء اليوم.»[65][66]
- أطلق رواد مواقع التواصل الاجتماعي في معظم الدول العربية، وسم #لن_تخدعنا_ماكرون الرافض لتصريحات الرئيس الفرنسي الحديثة.[67]

في 1 نوفمبر
- أكّد ولي عهد أبوظبي محمد بن زايد آل نهيان للرئيس الفرنسي إيمانويل ماكرون رفض بلاده لخطاب «الكراهية» وتبرير «الارهاب» بعد اعتداءات نُسبت لاسلاميين متطرفين.[68]

في 2 نوفمبر
- استمر الهاشتاغ #مقاطعه_المنتجات_الفرنسيه  في تصدر منصات التواصل الاجتماعي في عدد من الدول العربية والإسلامية رغم محاولات الرئيس ماكرون توضيح الموقف الفرنسي بخصوص كاريكاتورات جريدة شارلي ايبدو.[69]
- ندد مسؤولون من ثلاثة مساجد كبرى (مسجد باريس الكبير والمسجد الكبير في ليون والمسجد الكبير في سان دوني دو لا ريونيون) واتحادات إسلامية (وتجمع مسلمي فرنسا والاتحاد الفرنسي للجمعيات الإسلامية الأفريقية في جزر الأنتيل وجزر القمر وتنسيقية الجمعيات الإسلامية في باريس) اجتمعوا في مسجد باريس في بيان مشترك بـ«الدعوات غير المبررة لمقاطعة السلع الفرنسية» وبـ«كل من يستغل الإسلام لأغراض سياسية».[70]
- تظاهر عشرات الآلاف في داكا عاصمة بنغلاديش للتنديد بالرسوم المسيئة للرسول التي نشرت مؤخرا في فرنسا.[71]

في 5 نوفمبر
- تزايدت في الأيام الأخيرة الدعوات في السنغال لمقاطعة المنتجات الفرنسية ولتطوير الإنتاج المحلي وزيادة البدائل التجارية ردا على رسوم وتصريحات فرنسية تمس الدين الإسلامي.[72]

في 6  نوفمبر
- اعتقلت الشرطة الفرنسية أربع أطفال مسلمين يبلغون العاشرة من العمر واستجوبتهم لعدة ساعات، وذلك بسبب رفضهم للرسوم المسيئة للرسول محمد صلى الله عليه وسلم.

## المقاطعة حسب البلد

### الكويت
أعلن اتحاد الجمعيات التعاونية الاستهلاكية بالكويت مقاطعة المنتجات الفرنسية. وقال رئيس الاتحاد فهد الكشتي لرويترز إن الاتحاد طلب من كافة الجمعيات التعاونية بالكويت مقاطعة المنتجات الفرنسية في هذه الجمعيات «انتصارا للرسول الكريم». وأضاف «تم رفع جميع المنتجات الفرنسية من جميع الجمعيات»، وخلت أرفف جمعيات تعاونية زارتها رويترز من المنتجات الفرنسية، وتم تعليق لافتات مكتوب عليها «مقاطعة المنتجات الفرنسية» أو «إلا رسول الله، بناء على دعم الرسوم المسيئة لنبينا الحبيب محمد.. قررنا رفع جميع المنتجات الفرنسية من السوق والأفرع حتى إشعار آخر؛ وذلك نصرة لنبينا محمد».
صرح رئيس اتحاد وكالات السفر الكويتية محمد المطيري بإن 430 وكالة سفر في الكويت علقت حجوزات الرحلات إلى فرنسا.

### قطر
أعلنت شركة «ألبان الوجبة» مقاطعة المنتجات الفرنسية، وتعهدت بتوفير أخرى مماثلة وبديلة، وفق ما ذكرته في تغريدة عبر حسابها في تويتر. كما أعلنت شركة «الميرة للمواد الاستهلاكية» (شركة مساهمة قطرية) سحب جميع المنتجات من جميع فروعها حتى إشعار آخر، استجابة لرغبة العملاء.
وانضمت جامعة قطر هي الأخرى للحملة؛ إذ قررت إدارتها تأجيل فعالية الأسبوع الفرنسي الثقافي إلى أجل غير مسمى، بسبب الإساءة المتعمدة للإسلام ورموزه.

### تركيا
دعا الرئيس التركي رجب طيب أردوغان، في كلمة ألقاها خلال حفل افتتاح أسبوع المولد النبوي الشريف، في المجمع الرئاسي بالعاصمة أنقرة، الأتراك إلى مقاطعة المنتجات الفرنسية، متّهماً نظيره الفرنسي إيمانويل ماكرون بشنّ حملة كراهية ضد المسلمين. كما شبّه أردوغان معاملة المسلمين في أوروبا بمعاملة اليهود قبل الحرب العالمية الثانية، متهماً بعض القادة الأوروبيين بـ«الفاشية» و«النازية».

### الأردن
دعا حزب جبهة العمل الإسلامي المواطنين إلى مقاطعة المنتجات الفرنسية. في حين استجابت العديد من المتاجر للمقاطعة.

### الجزائر
ستجتمع غرفة التجارة والصناعة الجزائرية خلال أسبوع للفصل في موقف المتعاملين الاقتصاديين الجزائريين من السلع والمنتجات الفرنسية.

### عُمان
قاطع عدد من التجار وأصحاب المحلات المنتجات الفرنسية وسحبها نهائيًا من رفوف العرض بمراكزهم.

### مصر
حظرت ثلاثة سلاسل تجارية بيع المنتجات الفرنسية في محافظات مختلفة. وقد شارك عدد من المحلات التجارية في مدينة إسنا جنوب محافظة الأقصر في حملة المقاطعة من خلال تعليق لافتات ورقية تنوه عن عدم وجود أي منتج فرنسي بداخلها.

### المغرب
تصدرت حملة مقاطعة المنتجات الفرنسية مواقع التواصل الإجتماعي في المغرب، حيث استنكر نخبة المثقفين والمدنيين بشدة نشر الصور المسيئة، فيما أقدمت بعض محلات التجزئة إلى عزل المنتجات الفرنسية ومنع بيعها.

## الإدانات الرسمية للتصريحات
أدانت عدة جهات رسمية بالدول العربية تصريحات ماكرون واصفة إياها بتأجيج ثقافة الكراهية والصراع باسم الحرية بالإضافة إلى ردود من شخصيات إسلامية عالمية تجاه تصريحات ماكرون.

### مجلس التعاون الخليجي
وصف مجلس التعاون الخليجي تصريحات الرئيس الفرنسي إيمانويل ماكرون حول الإسلام بـ«غير المسؤولة»، معتبرا إياها تنشر ثقافة الكراهية بين الشعوب.
وقال الأمين العام للمجلس نايف الحجرف «في الوقت الذي يجب أن تنصب فيه الجهود نحو تعزيز الثقافة والتسامح والحوار بين الثقافات والأديان، تخرج مثل هذه التصريحات المرفوضة، والدعوة لنشر الصور المسيئة للرسول (محمد) عليه الصلاة والسلام».
ودعا الحجرف، قادة العالم والمفكرين وأصحاب الرأي لنبذ خطابات الكراهية وإثارة الضغائن وازدراء الأديان ورموزها، واحترام مشاعر المسلمين، بدل الوقوع في أسر الإسلاموفوبيا.

### منظمة التعاون الإسلامي
كانت منظمة التعاون الإسلامي أدانت استمرار هجوم فرنسا المنظم على مشاعر المسلمين بالإساءة إلى الرموز الدينية.
وقالت الأمانة العامة للمنظمة، التي تتخذ من جدة مقرا لها في بيان لها إنها تابعت استمرار نشر الرسوم المسيئة، مبدية استغرابها من الخطاب السياسي الرسمي الصادر عن بعض المسؤولين الفرنسيين الذي يسيء للعلاقات الفرنسية الإسلامية ويغذي مشاعر الكراهية من أجل مكاسب سياسية حزبية.

### باكستان
قال متحدث باسم خارجية باكستان، الإثنين 26 أكتوبر 2020، إن بلاده استدعت السفير الفرنسي للتنديد بحملة «رُهاب الإسلام» على خلفية الرسومات المسيئة للإسلام وللرسول التي نشرتها صحيفة شارلي إيبدو الفرنسية. الوزارة قالت في بيان لها إن «باكستان تدين حملة ممنهجة لرُهاب الإسلام خلف ستار حرية التعبير».

### الكويت
حذرت الخارجية الكويتية -في بيان رسمي- من مغبة الاستمرار في دعم الإساءات والسياسات التمييزية التي تربط الإسلام بالإرهاب؛ لما تمثله من تزييف للواقع، وتطاول على تعاليم الإسلام، وإساءة لمشاعر المسلمين في أرجاء العالم.

### المغرب
أعلنت وزارة الخارجية والتعاون الإفريقي والمغاربة المقيمين بالخارج أن «المملكة المغربية تندد بالأعمال المسيئة التي تعكس عدم نضج أصحابها»، مؤكدة أن «الحرية تنتهي حيث تبدأ حرية الآخرين ومعتقداتهم». وأضافت الوزارة في بلاغ لها أنه «لا يمكن لحرية التعبير، لأي سبب من الأسباب، أن تبرر الهجوم غير المبرر على الدين الإسلامي، الذي يبلغ معتنقوه عبر العالم أكثر من ملياري شخص في العالم».
وبقدر ما تدين المملكة المغربية، يضيف المصدر، «كل أعمال العنف الظلامية والهمجية التي تُرتكب باسم الإسلام، فإنها تشجب هذه الاستفزازات المسيئة لقدسية الدين الإسلامي».

### لبنان
في لبنان، أكدت دار الإفتاء أن الإساءة التي يغطيها الرئيس ماكرون للنبي محمد خاتم المرسلين ستؤدي إلى تأجيج الكراهية بين الشعوب.

### الجزائر
في 26 أكتوبر، ندد المجلس الإسلامي الأعلى بالجزائر بما سماه «حملة مسعورة على النبي محمد والإسلام» في بيان هو أول رد فعل رسمي بعد تصريحات الرئيس الفرنسي إيمانويل ماكرون بشأن الرسوم الكاريكاتورية للنبي.